# Bennie Green
Pour les articles homonymes, voir Green.
Bennie Green (16 avril 1923 - 23 mars 1977) est un tromboniste américain de jazz.

## Carrière musicale
Né à Chicago (Illinois) Green rejoint Trummy Young lorsqu'il intègre à 19 ans l'orchestre de Earl Hines en 1942, puis il part faire son service militaire pour deux années et rejoint Hines de 1946 à 1948. Dizzy Gillespie fait partie à cette période de l'orchestre de Hines; Green est très admiratif de la technicité Gillespie qui à l'occasion lui apprendra au piano quelques techniques et mesures.
Il collabore ensuite avec Gene Ammons dans l'orchestre de Charlie Ventura en remplacement de Kai Winding et commence à se faire un nom pour son jeu bebop et ses innovations harmoniques au trombone.
Il accompagne quelques semaines Duke Ellington de 1968 à 1969 puis rejoint Las Vegas où il passe ses dernières années à jouer principalement au sein de « bands d'hôtels », faisant aussi une apparition au Newport Jazz Festival en 1972.
Il était l'un des rares a ne pas avoir été fortement influencé par le tromboniste Jay Jay Johnson au cours des années 1950,. Dans son ouvrage The rough guide to jazz, l'auteur Ian Carr écrit à propos de l'implication de Green dans l'univers du bebop qu'il « a probablement été le premier tromboniste à s'associer avec les beboppers et le premier dont l'oreille lui a permis d'adopter les aspects de leur approche harmonique ».

## Discographie
Green a enregistré en tant que leader principalement dans les années 1950 et 1960, souvent accompagné par des musiciens de talent tels que Charlie Rouse, Paul Chambers, Sonny Clark ou Jimmy Forrest.
Il a aussi enregistré pour des musiciens importants comme Babs Gonzales (Weird Lullaby -1949), Miles Davis (Miles Davis and Horns -1951), les saxophonistes Coleman Hawkins (Bean And The Boys -1958) et Sonny Stitt (My Main Man -1964) ou encore Sarah Vaughan (In HI-FI) entre autres.
En leader
| Sortie | Nom de l'album                        | Label             |
| ------ | ------------------------------------- | ----------------- |
| 1951   | Trombone by Three                     | Prestige Records  |
| 1954   | Benny Green                           | Jubilee           |
| 1955   | Bennie Green Blows His Horn           | Prestige          |
| 1955   | Bennie Green Sextet                   | Prestige          |
| 1955   | Blow Your Horn                        | Decca             |
| 1956   | Bennie Green with Art Farmer          | Prestige          |
| 1956   | Walking Down                          | Prestige          |
| 1958   | Back on the Scene                     | Blue Note Records |
| 1958   | Soul Stirrin'                         | Blue Note         |
| 1958   | The Swingin'est                       | Vee-Jay           |
| 1958   | The 45 Session                        | Blue Note         |
| 1959   | Walkin' & Talkin'                     | Blue Note         |
| 1960   | Catwalk                               |                   |
| 1960   | Bennie Green Quintet Swings the Blues |                   |
| 1961   | Hornful of Soul'                      | Bethlehem         |
| 1961   | Glidin' Along                         | Jazzland          |